# Кадри, Назем
Назем Кадри (англ. Nazem Kadri; род. 6 октября 1990 года, в Лондоне, Онтарио, Канада) — канадский профессиональный хоккеист ливанского происхождения, выступающий за команду Национальной хоккейной лиги «Калгари Флэймз». Обладатель Кубка Стэнли 2022 года.

## Карьера

### Юниорская
Кадри начал свою юниорскую карьеру в Хоккейной лиге Онтарио в «Китченер Рейнджерс» после того, как был выбран в первом раунде под общим 18-м номером на драфте OHL 2006 года. В своём втором сезоне в OHL, он сыграл в 68 матчах, забил 25 голов и отдал 40 результативных передач. Во время плей-офф, Назем помог своему клубу выйти в финал Мемориального кубка, где они проиграли представителю WHL «Спокан Чифс».
После сезона 2007/08, Кадри был обменян в «Лондон Найтс» на драфт пики предстоящего драфта. В сезоне 2008-09 Назем играл за «рыцарей» в родном городе. Он сыграл в 56 мачах, в которых забил 25 голов и отдал 53 передачи. Кадри пропустил часть сезона 2008-09 из-за травмы челюсти. Он был выбран в сборную OHL для участия в Subway Super Series, но не смог принять участия из-за этой травмы. Также Кадри был приглашён в тренировочный лагерь сборной Канады для участия в Молодёжном чемпионате мира 2009, но так и не дебютировал за команду. В течение сезона 2008/09 Назем был выбран на матч всех звёзд OHL, где играл за сборную Запада и забил гол.
Кадри был выбран под общим 7-м номером на драфте НХЛ 2009 командой «Торонто Мейпл Лифс». 6 июля 2009 года он подписал свой первый профессиональный контракт с «Торонто» на 3 года.

### Профессиональная
До сезона 2009/10 Назем принял участие в тренировочном лагере «Мейпл Лифс». До начала регулярного сезона НХЛ он был возвращён в расположение «Лондон Найтс».
Из-за травм Кристиана Хансона и Фредрика Шьёстрёма, Кадри был призван в состав «Торонто Мейпл Лифс» в экстренном порядке и дебютировал в Национальной хоккейной лиге 8 февраля 2010 года в матче против «Сан-Хосе Шаркс». Он не набрал ни одного очка, и завершил матч с рейтингом полезности минус 1. Назем сыграл только в одном матче, сразу после игры возвратившись в состав «Найтс». До начала сезона 2010/11 Кадри был отправлен в клуб АХЛ «Торонто Марлис». 12 ноября он, наряду с другим игроком «Марлис» Китом Оли был вновь вызван в состав «Кленовых листьев». 16 ноября 2010 года Назем оформил своё первое очко в НХЛ в матче против «Нэшвилл Предаторз», отдав передачу на Криса Верстига.
19 марта 2011 года он забил свой первый гол в НХЛ в ворота Тима Томаса в матче против «Бостон Брюинз». Кадри был приглашён на Матч всех звёзд АХЛ. До сезона 2012/13 Назем начал тренироваться под руководством Гэри Робертса в течение лета, чтобы набрать мышечную массу и играть в более силовой манере.. 28 февраля 2013 года он оформил свой первый хет-трик в карьере, победном матче против «Нью-Йорк Айлендерс».
10 сентября 2013 года Кадри подписал новый контракт с клубом на два года. Сумма сделки составила 5,8 млн долларов.

### Международная

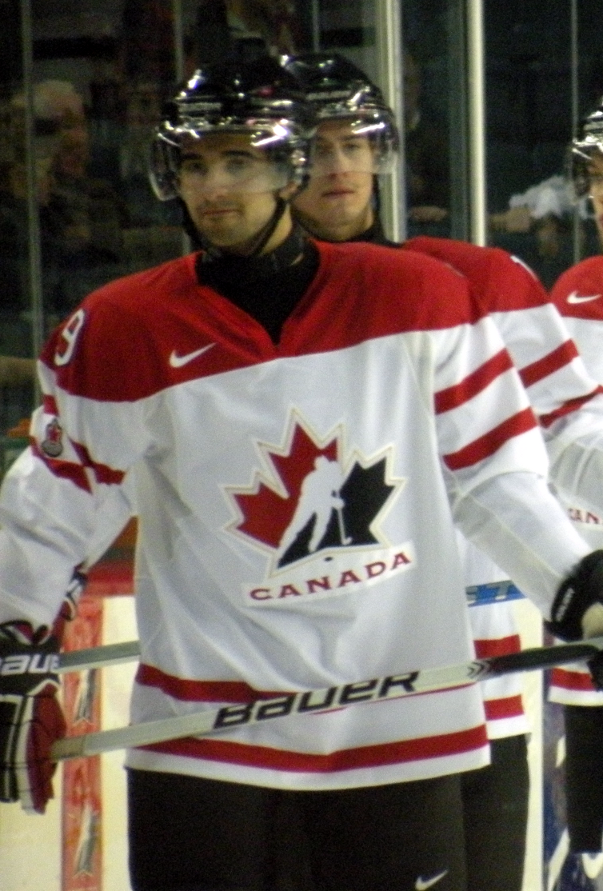

Кадри играл за сборную Онтарио на Канадских играх 2007, где его команде удалось завоевать золотые медали. Он представлял сборную Канады Мемориале Ивана Глинки 2007 года, где занял вместе с командой четвёртое место. Назем был приглашён в тренировочный лагерь сборной Канады для участия в Молодёжном чемпионате мира 2010. В предварительном раунде в матче против сборной США, Кадри был одним из игроков, выбранных для пробития послематчевых буллитов, и он забил свой бросок, тем самым помог своей команде одержать победу.
Во время турнира Назем забил 3 гола и отдал 5 результативных передач. Также на этом турнире он привлёк к себе внимание, не пожав руку игроку молодёжной сборной Швейцарии Нино Нидеррайтеру после полуфинальной игры.

## Личная жизнь
Кадри встал на коньки, когда ему было два года, начал играть в хоккей в четыре года и присоединился к юниорской команде в шесть лет.
Родителей Назема зовут Сэм и Сью, также у него есть три сестры (Ясмин, Сабрина и Рема). Сэм Кадри переехал в Канаду, когда Назему было 4 года из небольшого города в Ливане. Назем является практикующим мусульманином и говорит, что никогда не будет говорить о своих религиозных убеждениях на льду. Он первый известный мусульманин выбранный на драфте НХЛ, позже на драфте 2012 года был выбран ещё один мусульманин Наиль Якупов. В средней школе Кадри был членом Студенческой ассоциации мусульман.

## Статистика
| Легенда | Легенда                    | Легенда | Легенда                   | Легенда | Легенда    |
| ------- | -------------------------- | ------- | ------------------------- | ------- | ---------- |
| И       | Количество проведённых игр | Штр     | Штрафное время            | +/−     | Плюс-минус |
| Г       | Голы                       | П       | Голевые передачи          | О       | Очки       |
| -       | Статистика неизвестна      | —       | Статистика не учитывалась |         |            |